# Деотханг
Деотханг (англ. Deothang) — город на юго-востоке Бутана, расположен в дзонгхаге Самдруп-Джонгхар.
Население города — 2644 человека (перепись 2005 г.), а по оценке 2012 года — 2980 человек.
До 1865 года здесь находился форт Девангири, под которым англичане потерпели поражение во время англо-бутанской войны. После взятия Девангири англичане уничтожили форт.